# Kirill Michajlov
Kirill Michajlov, född 2 april 1983 i Kajrakovo, Misjkinskij region, Basjkirien, Ryssland, är en rysk längdåkare och skidskytt.

## Familj
Michajlov gifte med sin fru, Lada och deras två söner, Daniil och Kornil.

## Meriter
- Paralympiska vinterspelen 2006  
  - Brons, längdskidåkning 10 km stående
  - Guld, längdskidåkning 20 km stående